# Plenty international
A Plenty International é uma organização ambiental, de ajuda humanitária e de direitos humanos sediada em Summertown, Tennessee, Estados Unidos. 
Em 1974, Stephen Gaskin e The Farm, uma comunidade intencional, iniciaram um programa de extensão chamado Plenty. Em resposta ao devastador terremoto da Guatemala em 1976, Plenty enviou carpinteiros que construíram escolas, casas e clínicas em remotas aldeias maias e uma clínica para Madre Teresa . Nos primeiros dez anos, a Plenty estabeleceu uma clínica e orfanato em Bangladesh, um centro de treinamento tecnológico adequado e um programa de reflorestamento no Lesoto, e um sistema de iluminação elétrica movido a vento em uma escola de índios Carib na Dominica . Proporcionou socorro no mundo em "desenvolvimento" e serviço de ambulância gratuito no sul do Bronx, o que ajudou a treinar o pessoal de emergência que então se tornou o SGA da cidade de Nova York . Foi para o mar com o Greenpeace e deu ao Rainbow Warrior um rádio - amador, uma TV slo-scan e equipamento de monitoramento de radiação. Muitos colocaram no ar as estações de FM dos americanos nativos e foram pioneiros na televisão e no rádio de bandas amadoras para manter seus postos remotos de voluntários conectados. 
A abundância continua a trabalhar com as cooperativas de cuidados primários de saúde nativos americanos, obstetrícia, microeconomia, alimentos e ecoturismo e programas alternativos de construção, incluindo a casa de cânhamo na reserva indígena Pine Ridge, com a assistência da The Farm School. A Plenty atua ativamente na Iniciativa de Segurança Alimentar da América Central, incluindo programas com a ADIBE na Guatemala, a Soynica na Nicarágua e o Huichol Center no México. As "Soyarias" da Plenty, agora operadas pela ADIBE em Sololá e San Bartolo, Guatemala, introduziram a empresa de microcrédito de laticínios e sorvetes de soja na década de 1980.[carece de fontes?]
Em 1978, Plenty formou uma equipe de pesquisa científica, o Ethos Research Group, e um projeto de litígio para trabalhar em questões ambientais e direitos humanos, o Centro de Direitos Naturais. Juntos, esses grupos analisaram dados de mortalidade e morbidade para criar um estudo de câncer por município de 1940 a 1980 para o Estado do Tennessee e aplicaram ciência bioestatística para litigar Superfund e outros locais de resíduos tóxicos e limites de carcinógenos industriais de origem pontual.     Posteriormente, patrocinou o Centro de Recursos Ambientais em Portland, Oregon, e foi parceiro na fundação do Centro de Treinamento de Ecovilas na The Farm . 
Após o desastre catastrófico do furacão Katrina, perto de Nova Orleans, em agosto de 2005, muitos voluntários trabalharam vizinhança por vizinhança para fornecer suprimentos essenciais e restabelecer a ordem civil.  Muitos trabalharam com os Veteranos da Paz, Camp Casey e outros para colocar voluntários onde eles eram mais necessários. Muitos ficaram em cena pelo ano seguinte e organizaram a limpeza e a reparação dos danos ao longo das costas do Alabama, Mississippi e Louisiana, incluindo as cidades de Mobile (Alabama), Biloxi e Gulfport (Mississippi) e Slidell (Louisiana).  A abundância também trouxe crianças deslocadas e desfavorecidas da Costa do Golfo de volta à The Farm para participar de sua escola de natureza infantil no verão em 2006. 
A Plenty recebeu o prêmio Right Livelihood Award em 1980. 